# Vårsta
Vårsta – miejscowość (tätort) w Szwecji, w regionie administracyjnym (län) Sztokholm, w gminie Botkyrka.
Według danych Szwedzkiego Urzędu Statystycznego liczba ludności wyniosła: 2470 (31 grudnia 2015), 2495 (31 grudnia 2018) i 2612 (31 grudnia 2019).